# فابین دبک
فابین دبک (انگلیسی: Fabien Debec؛ زادهٔ ۱۸ ژانویهٔ ۱۹۷۶) بازیکن فوتبال اهل فرانسه است.
از باشگاه‌هایی که در آن بازی کرده‌است می‌توان به باشگاه فوتبال المپیک لیون، باشگاه فوتبال کن، باشگاه فوتبال کاونتری سیتی، باشگاه فوتبال رن، و باشگاه فوتبال سن-اتین اشاره کرد.